# 吹流し
吹流しあるいは吹き流し（ふきながし）とは、風に流すための細長い"布もの" の総称。かなり古くから魔除けとして用いられておりこいのぼりなどの行事にも吹流しが見られる。戦国時代以降は、軍陣の旗幟として用いられ、つまり自軍を敵味方に示すシンボル的な旗として使われ、家紋をつけることもあった。近代以降の気象観測用では、気流の方向や流れの強さを目視で確認するために使う。
こいのぼりなどの魔除けは、古くから現代まで使われて続けているので、歴史的に古いほうから説明する。

## 魔除け
魔除けの吹き流し。

### こいのぼり

こいのぼりの吹き流し。一番手前。

こいのぼりでは特に五色で構成される吹流しを指すことが多い。これはコイをかたどったものではなく一番上に取り付けられる五色の筒状のものである。吹流しの五色は中国の五行説（木・火・土・金・水）に由来する。ただし、コイをかたどったこいのぼりが一般的になったのは江戸時代からとされているが、吹流しはそれより古く、戦国時代には5原色に邪悪を払う力があると信じられ、魔除けとして使われていた。

### 七夕飾り

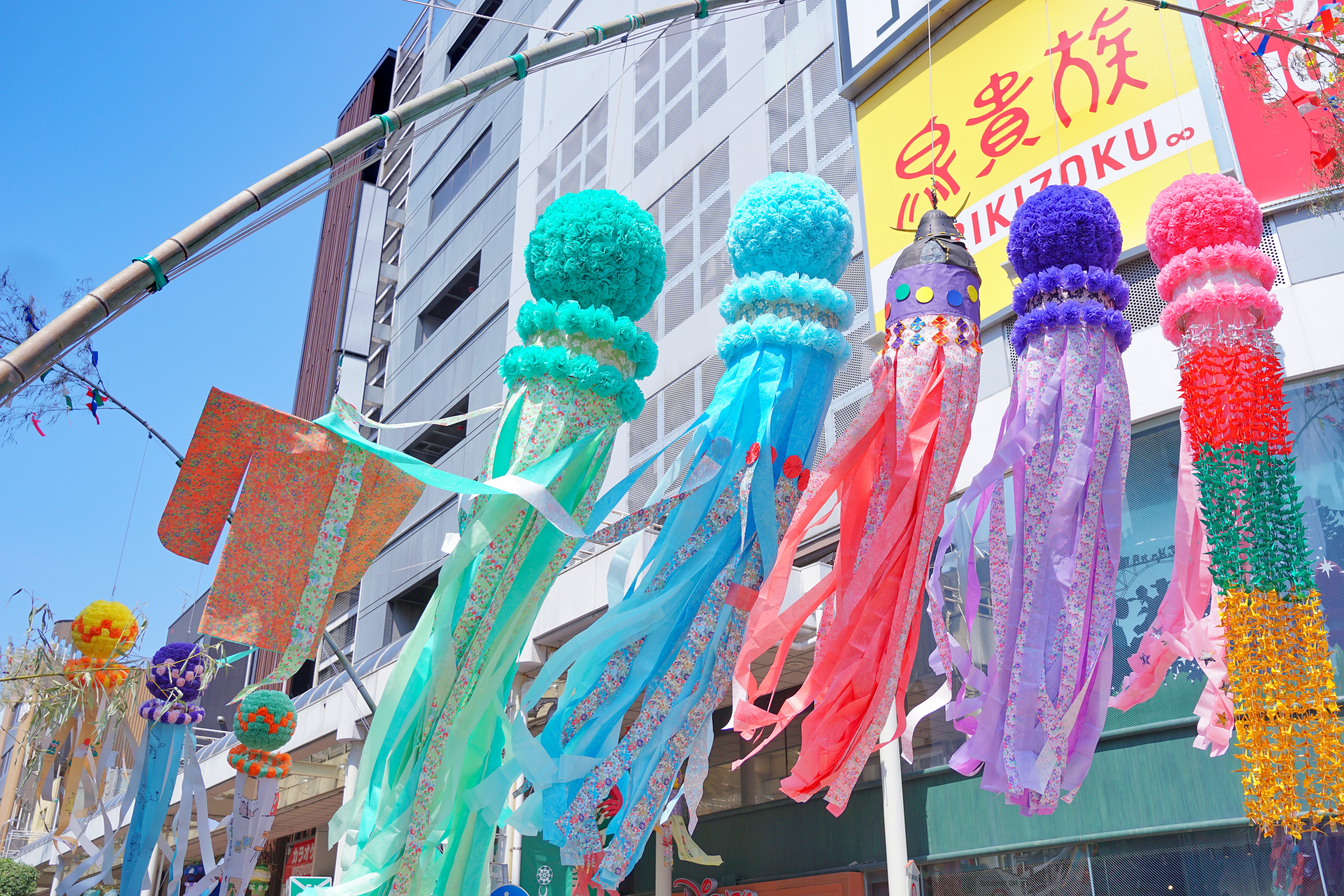
七夕の吹き流し

吹流しは七夕飾りにも用いられる。織姫伝説に基づき織り糸が垂れ下がっている様子を表している。

### ギャラリー

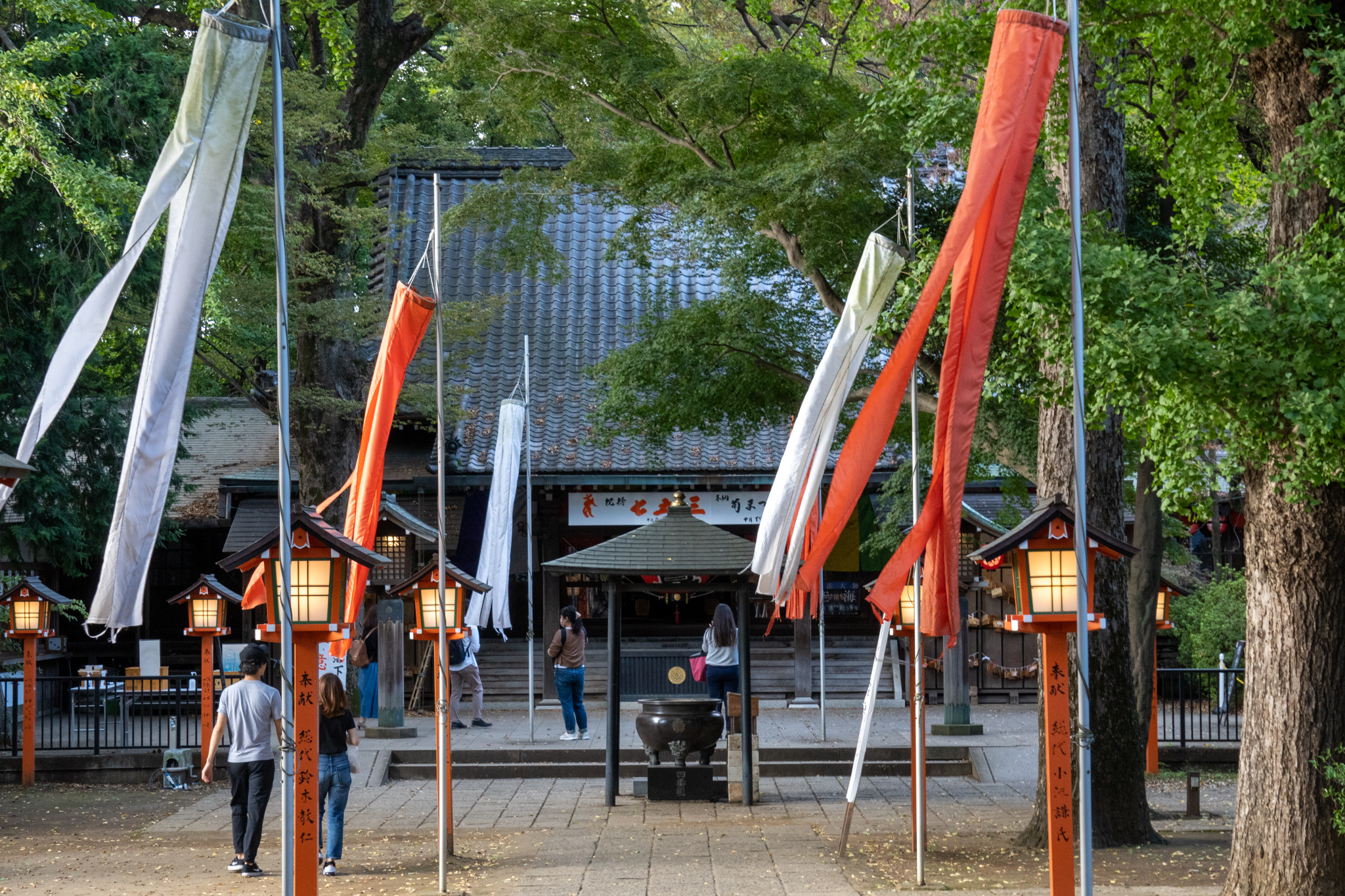
等々力不動尊の吹き流し

## 武具
武具としての吹き流しには、半月形のものと、輪状のものがある。
おそらく貞享元年（1684年）ころに成立した武具の書である『武用弁略』では、旗の上辺部が半月形のものを吹流しや「野襖」などと呼び、輪状のものを「吹貫き」と区別しているが、1603年から1604年にかけて長崎で発行されたとされる『日葡辞書』では袋状のものを「吹流し」と呼んでおり、武具としてはどのような形状のものを吹き流しと呼んでいたのかはっきりしない。

## 風を観測するための道具

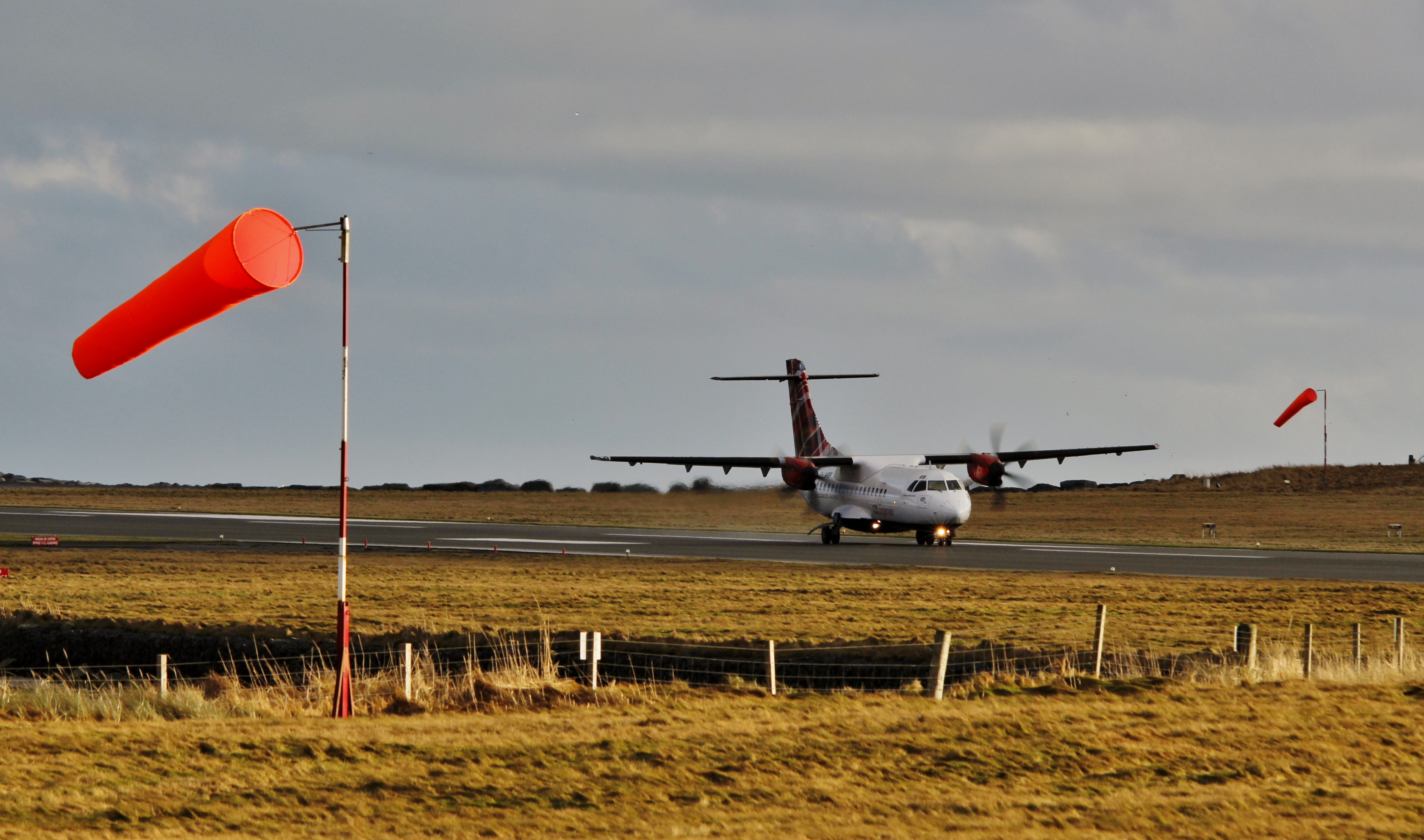
空港の吹き流し

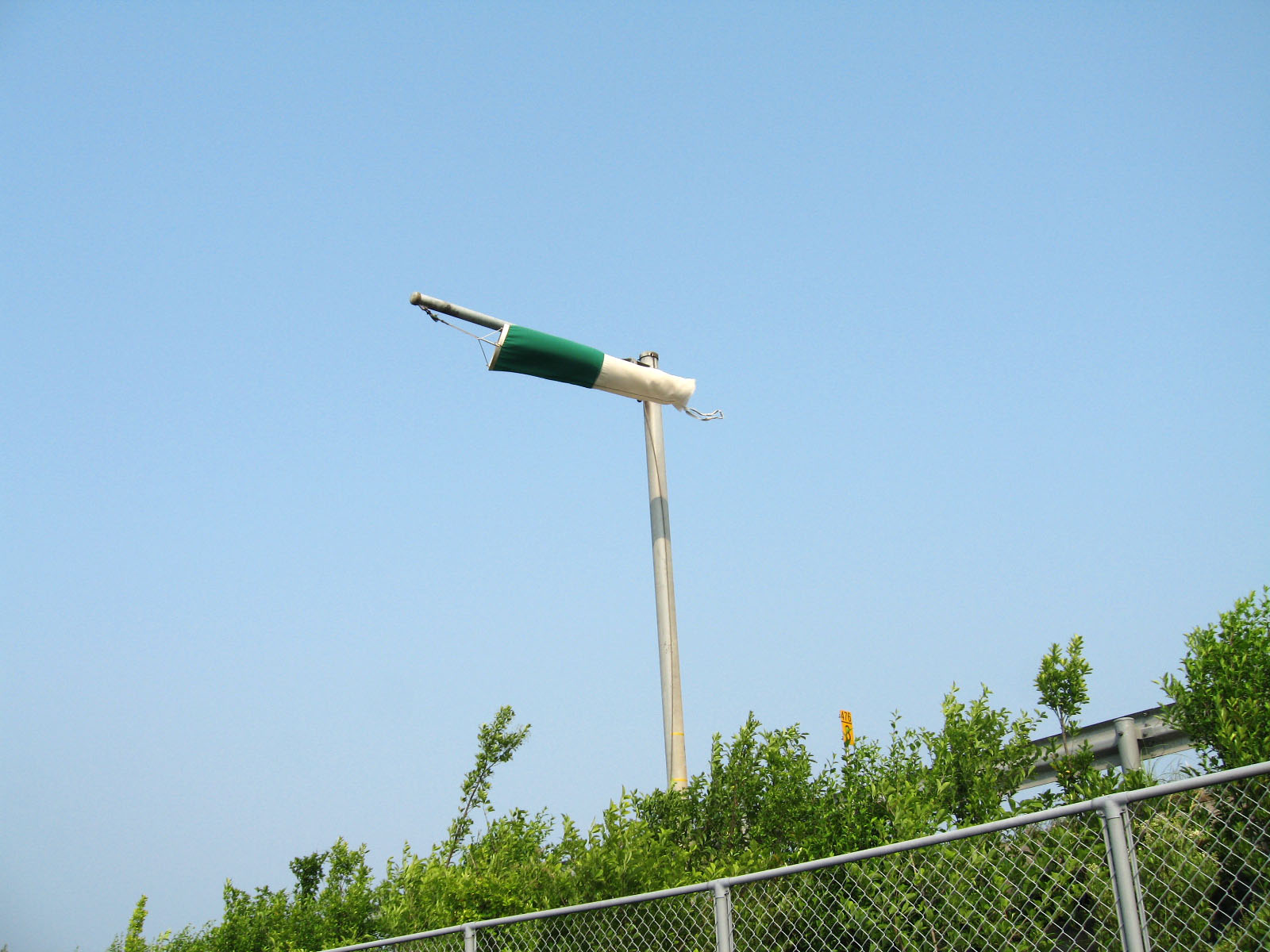
高速道路に設置されている吹き流し

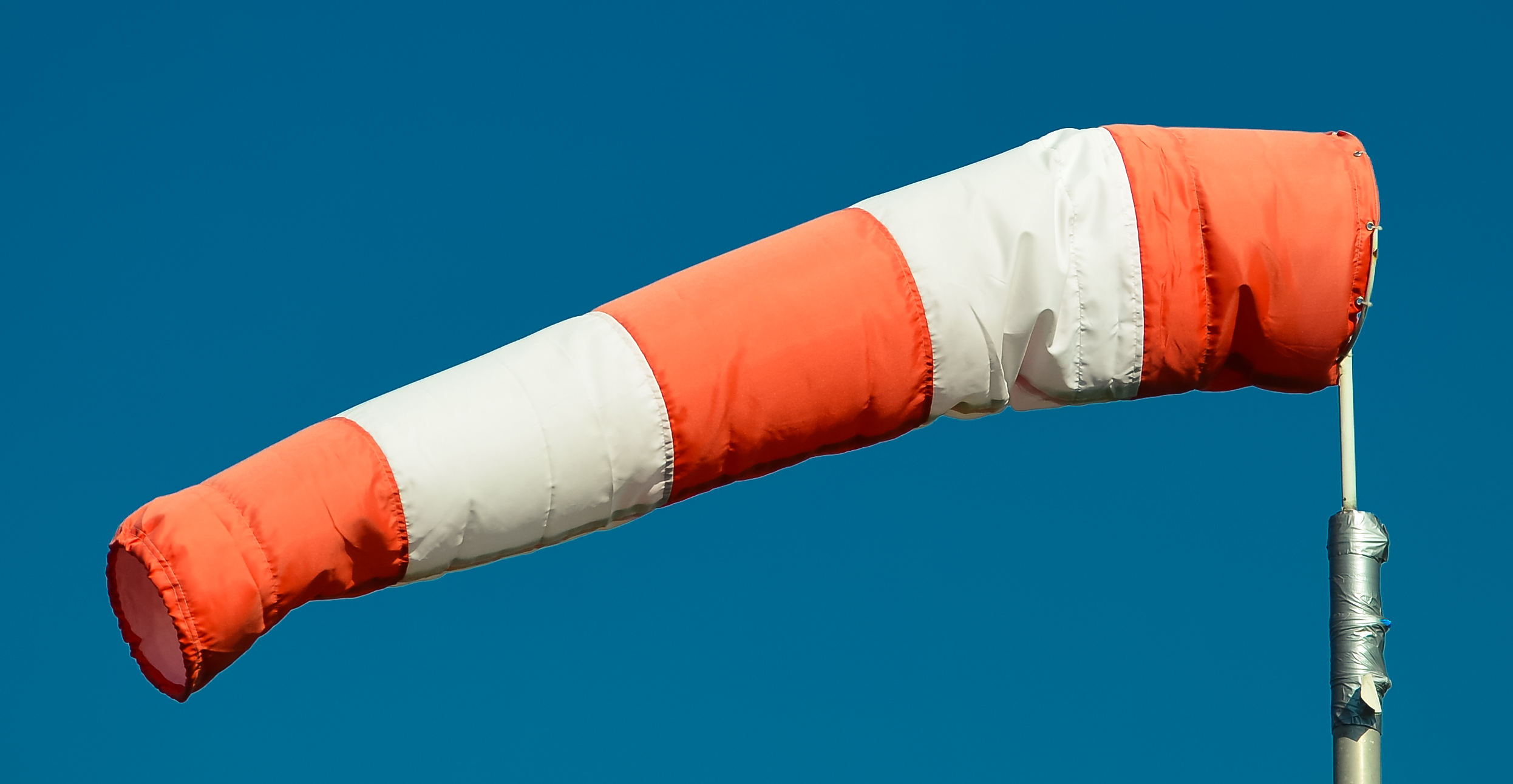
風を観測するための吹き流し

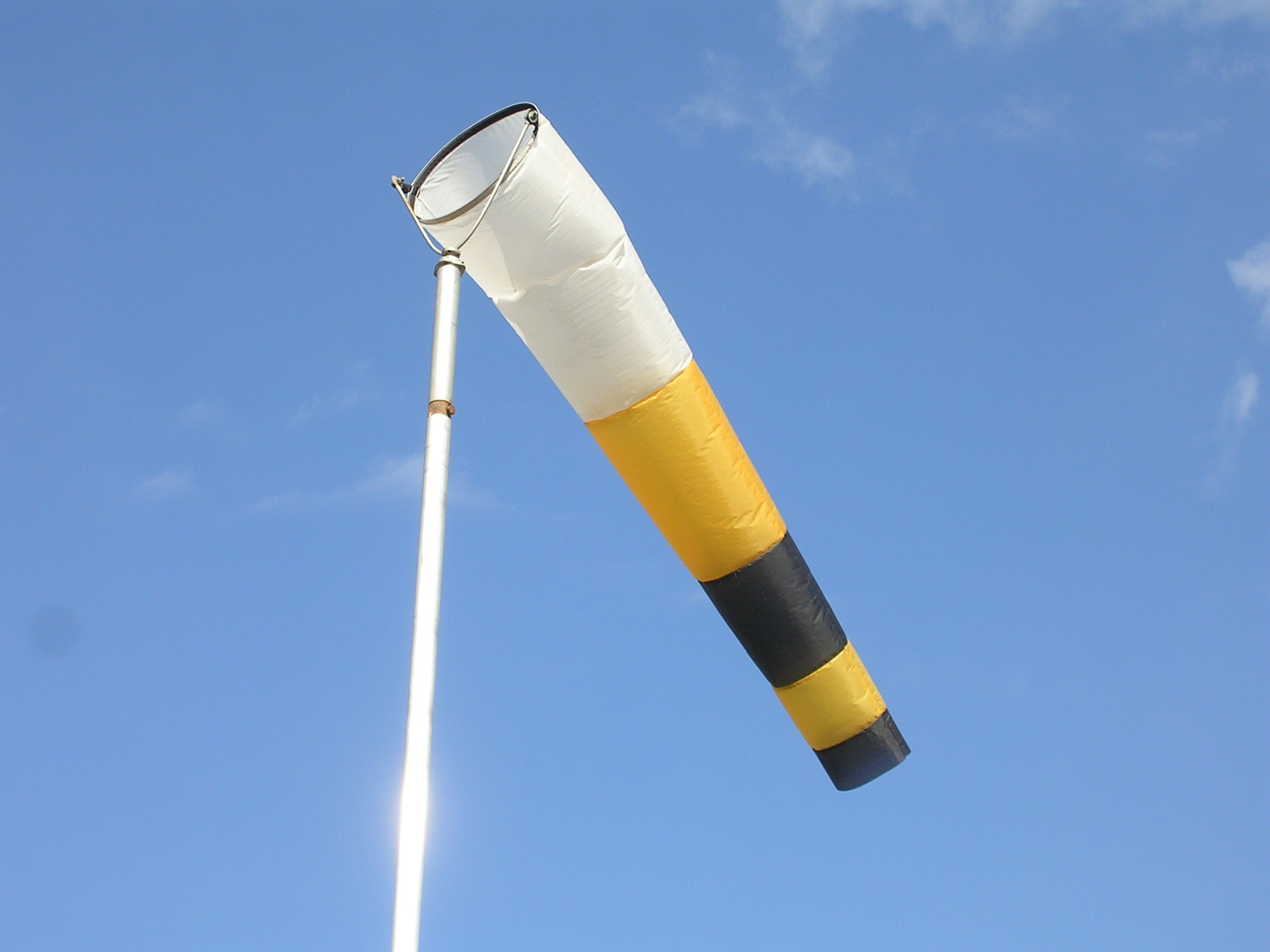
吹き流しの風の受け口。リングがあるのが見て取れる。

風を観測するための吹流しは布などでできた筒状のものをポールや竿の先端にとりつけ、風向や風速を目視で確認できるようにしたものである。
用途はいくつもあり、よく知られている用途は気象観測であるが、横風に弱い飛行機を安全に離陸・着陸させる必要がある空港にも必ず設置されている。また大型で背が高くて風に弱いクレーンを使う工事現場にも必ず設置されている。高速道路で、橋の上やトンネルの出口など風が強くなりがちな場所にも、ドライバー（運転手）たちに注意を喚起するために設置されている。船舶も風の影響を受けるので、海上交通の安全のために海岸付近に設置されているものもあり、日本では海上保安庁が設置している。
風が無いと吹き流しはダラリとぶら下がり、風が中程度だと折れ曲がった形状で斜めになり、風が強いと水平方向に伸びる。なお、上空からでも見える長さの変化で傾きが分かる。

### 構造
用途ごとに、寸法や配色が異なる。通常、目立ちやすい色が用いられる。素材は布類で近年は合成繊維である。一端がやや広くもう一端がやや狭い筒型に縫い合わせてあり、径が大きい側に軽いアルミなどをリング形にしたものが取り付けられている。支柱の高い位置に、リング側が支柱に近くなるように、掲げる。リング側が常に風の気流の入り口となり、筒の中を通り、筒の細い端から出ていく。

### 用途ごとの定め

#### 飛行場用
飛行場に設置する吹き流しに関しては航空法に定めがある。10メートルほどの高さの竿の先に2メートルの長さの吹流しをつける。
ICAOの2014年版とイギリスのCAAの規則では、長さが3.60 メートル (12 フィート)で風の入口側が0.9 メートル (36 インチ)と定められている。風に対する感度（傾く性質）については、6.0 メートル（20 フィート）の高さの竿に掲げた場合に、15 ノット (28 km/h あるいは 17 mph)の風で完全に展開するものでなければならない、と定められている。そして吹き流しは、垂直の竿の周囲を自由に回転できるように設置されなければならず、吹き流しが示す風向と"真の風向"との誤差は +/- 5度以内でなければならず、15 ノットの風でまっすぐ伸びならなければならない。周囲のものと視覚的に明らかに区別できるように、白、黄色、オレンジ色でなければならない、と定められている。
FAAの規則では、2種類の大きさのものが規定されている。
- 小さいサイズのほうは長さが2.5 メートル（8 フィート）で風の入口となる大きい端の直径が0.45 メートル（18 インチ）[6]
- 大きいサイズのほうは長さが3.60 メートル（12 フィート）で風の入口の経が0.9 メートル（36 インチ）[6]

掲げる高さは
- FAA type L-806は、竿に掲げ、最大高は3.0 メートル（10 フィート）[6]
- FAA type L-807は、グリッド状の構造物に掲げ、最大高は 4.8 メートル（16 フィート）[6]

AC 150/5345-27Eの規則では、吹き流しは少なくとも3 ノット（5.6 km/h、3.5 mph）で風向きを示すようになっていなければならず、15 ノット（28 km/h, 17 mph）で完全に展開しなければならない。それに加えて、吹き流しは75 ノット（140 km/h あるいは 86 mph）の風速まで耐えなければならず、気温 -67° F (-55° C) や 131° F (+55° C)に耐えなければならない。

#### 道路用
高速道路の吹き流しは、およそ10m/sで水平になるとされている。
なお、日本の道路標識では警戒標識として「横風注意」の標識に吹流しがデザインされている。

「横風注意」の標識
標識

#### 高所作業用
日本の労働安全衛生法では、高所作業関連の規則がある。クレーンに関してはクレーン等安全規則があり、安全のために一定以上の強風で作業を中止するよう指導しており、風速計の他に風速の目安として吹流しを用いることがあり、タワークレーンを使う工事現場に設置されている。形状や材質等に関する規則がある。

## その他

### 送風機器
エアコンの送風口や扇風機の上端など、送風を行う機器のだいたいの風量を知るために取り付けられている、細長い短冊形のひらひらとした布類やプラスチックのテープ類も「吹流し」と言う。

### 負圧環境
負圧が必要とされる隔離作業環境（アスベスト等の飛散を防止する必要のある解体工事現場など）では、負圧の確認には微差圧計を用いるが、より簡単なスモークテスターや吹流しが利用されることもある。 